# Federico Basso
Federico Basso (Torino, 1º gennaio 1975) è un comico e autore televisivo italiano.

## Biografia
Diplomatosi come Perito elettronico presso l'Itis Giuseppe Peano di Torino con 49/60, nel 1995 si iscrive alla scuola civica di cinema e televisione a Milano.
Dal 1997 al 2004 lavora come montatore per i TG di Rete 4 e Italia 1.
Artisticamente nasce nella scuola di teatro diretta da Alessandro Bontempi a Segrate, cresce con gli spettacoli (match) d'improvvisazione teatrale e approda ai laboratori Zelig nel 2003.
Nel 2004 vince il Festival di cabaret di Sesto San Giovanni battendo in finale Teresa Mannino. Questa vittoria gli permette di partecipare poi a BravoGrazie, piazzandosi al settimo posto.
Dopo la vittoria del festival di Sesto, apre Zelig e partecipa come monologhista a Zelig Off, l'officina comica della seconda serata.
Dal 2005 al 2012 firma come autore la sitcom di Canale 5 Belli dentro, scritta con Lucio Wilson, Renato Trinca e Carmelo La Rocca. Nel 2006 collabora ai testi del programma Crozza Italia per La7.
Dopo una breve apparizione nel tendone di Zelig Circus, ricompare sul palco dello storico locale milanese per l'edizione 2007 di Zelig Off in veste di co-conduttore al fianco della conduttrice Teresa Mannino per i successivi 5 anni. Nel 2007 cura inoltre la rassegna stampa nel programma Geppy Hour, il late night show in onda sul canale SKY Show dal gennaio al maggio 2007, condotto da Geppi Cucciari.
Nel 2011 torna a Zelig Circus come comico e partecipa alla mini-serie Quelli dell'Intervallo Cafe - Casa Pierpiero nel ruolo di Giangiacomo, padre di Pierpiero. Nel novembre del 2021, dopo otto anni, torna ad esibirsi a Zelig.
Dal 2024 partecipa come comico e concorrente al programma "Comedy Match" in onda sul Nove. 
Nel 2025 partecipa alla quinta edizione di LOL-Chi ride è fuori, vincendo. Ha scelto di dividere il montepremi con la seconda classificata, Geppi Cucciari, e la sua metà è stata devoluta all'AVIS di Milano, per la quale è donatore di sangue.
La sua presenza scenica è fortemente influenzata dalla tradizione umoristica americana.
Grande estimatore della stand-up comedy, ha come punti di riferimento Woody Allen, Jerry Seinfeld e Dane Cook.

## Programmi televisivi
- Zelig Off (Italia 1, 2004-2005, 2007-2011) - comico (2004-2005); presentatore (2007-2011)
- Geppy Hour ( Sky Show, 2007) - comico
- Zelig (Canale 5, 2006, 2011-2013, 2021) - comico
- Quelli dell'Intervallo Cafe - Casa Pierpiero - serie tv (Disney Channel Italia, 2011)
- The Band (Rai 1, 2022) - comico
- Comedy Match (Nove, 2024-2025) - comico concorrente
- Techetechete' (Rai 1, 2024) - comico
- LOL - Chi ride è fuori - Prime Video (2025) - concorrente, vincitore

## Autore televisivo
- Belli dentro - serie televisiva (2005-2006)
- Saturday Night Live Italia - programma televisivo (2006-2010)
- Crozza Italia - programma televisivo (2006)